# Delphyre hebes
Delphyre hebes är en fjärilsart som beskrevs av Walker 1854. Delphyre hebes ingår i släktet Delphyre och familjen björnspinnare. Inga underarter finns listade i Catalogue of Life.